# The Final RIOT!
The Final RIOT! es el segundo álbum en vivo y el primer DVD de la banda estadounidense de pop punk Paramore. Fue lanzado bajo el sello Fueled by Ramen el 24 de noviembre de 2008. El CD contiene quince temas en vivo grabados durante un concierto que realizó la banda en la ciudad de Chicago el 12 de agosto de 2008, mientras que el DVD incluye el vídeo del concierto junto con un documental titulado 40 Days of Riot!, el cual contiene imágenes grabadas durante su gira por Estados Unidos en 2008 y de su estadía en el bus de la gira.
El 17 de marzo de 2009, The Final RIOT! fue certificado con el disco de oro por la RIAA en los Estados Unidos.

## Lista de canciones
| N.º   | Título                                   | Duración |  |
| 1.    | «Born For This»                          | 5:46     |  |
| 2.    | «That's What You Get»                    | 3:34     |  |
| 3.    | «Here We Go Again»                       | 4:10     |  |
| 4.    | «Fences»                                 | 3:31     |  |
| 5.    | «Crushcrushcrush»                        | 3:15     |  |
| 6.    | «Let The Flames Begin»                   | 5:38     |  |
| 7.    | «When It Rains»                          | 4:04     |  |
| 8.    | «My Heart»                               | 5:31     |  |
| 9.    | «Decoy»                                  | 3:14     |  |
| 10.   | «Pressure»                               | 3:02     |  |
| 11.   | «For a Pessimist, I'm Pretty Optimistic» | 4:27     |  |
| 12.   | «We Are Broken»                          | 5:25     |  |
| 13.   | «Emergency»                              | 5:22     |  |
| 14.   | «Hallelujah»                             | 4:57     |  |
| 15.   | «Misery Business»                        | 4:40     |  |
| 66:36 |                                          |          |  |

## Edición limitada de lujo
Una edición limitada de lujo se encuentra disponible exclusivamente en el sitio web de Fueled by Ramen y descargas gratis. Incluye la edición estándar más un folleto de 36 páginas a todo color con fotos de la gira y contenido adicional en el DVD, una galería de fotos, un documental adicional llamado 40 More Days of RIOT! y un exclusivo video musical de «Let The Flames Begin». También incluye una colección de láminas de la gira.

## Lanzamiento
| País           | Fecha                   |
| -------------- | ----------------------- |
| Reino Unido    | 24 de noviembre de 2008 |
| Estados Unidos | 24 de noviembre de 2008 |
| Australia      | 29 de noviembre de 2008 |
| Brasil         | 6 de diciembre de 2008  |
| Argentina      | 6 de diciembre de 2008  |
| Colombia       | 8 de diciembre de 2008  |
| Perú           | 8 de diciembre de 2008  |

## Posición en las listas musicales
| Año  | Lista                             | Posición |
| ---- | --------------------------------- | -------- |
| 2008 | Australian Albums Chart           | 38       |
| 2008 | Mexican Albums Chart              | 47       |
| 2008 | U.S. Billboard 200                | 88       |
| 2008 | U.S. Billboard Rock Albums        | 22       |
| 2008 | U.S. Billboard Alternative Albums | 15       |
| 2009 | Finnish Albums Chart              | 31       |

## Personal y créditos
| Músicos - Hayley Williams - Voz, piano - Jeremy Davis - Bajo - Josh Farro, Taylor York - Guitarras - Zac Farro - Batería | Producción - Productores Ejecutivos: Philip Botti, John Janick - Productor/Director de Live in Chicago: Michael Thelin - Director/Editor de 40 Days of RIOT!: Brandon Chesbro |